# اوشتاوزن-وولفرسهاوزن
اوشتاوزن-وولفرسهاوزن (به آلمانی: Osthausen-Wülfershausen) یک شهر در آلمان است که در ایلم-کرایس واقع شده‌است. اوشتاوزن-وولفرسهاوزن  ۵۴۸ نفر جمعیت دارد.